# 长梗桐棉
长梗桐棉（学名：Thespesia howii）为锦葵科桐棉属下的一个种。